# Škofija Segedin - Čanad
Škofija Segedin - Čanad oziroma Segedinsko-Čanadska škofija (latinsko Dioecesis Szegediensis–Csanadiensis; angleško Diocese of Szeged-Csanád; madžarsko Szeged-Csanádi egyházmegye; hrvaško Segedinsko-Čanadska biskupija; srbsko Сегединско-Чанадска римокатоличка епархија; nemško Bistum Szegedin-Tschanad; romsko Eparhia Segedin-Čanadia; romunsko Dieceza de Seghedin-Cenad) je rimskokatoliška škofija na Madžarskem s sedežem v Segedinu. Sedanji redni ali rezidencialni škof (madžarsko megyéspüspök) je Kiss-Rigó. V škofiji so večinski prebivalci po narodnosti Madžari, od katerih je po najnovejših podatkih 44% katoličanov, ki jim pripadajo tudi Cigani.  Druga krščanska skupnost v škofiji se prišteva k protestantom.
Škofija spada v Kaloško metropolijo s sedežem v Kaloči.

## Ozemlje
Sosednje škofije
1. Škofija Subotica (jugozahodno)
2. Nadškofija Kaloča-Kecskemét (južno)
3. Škofija Vác (severozahodno)
4. Nadškofija Eger (severno)
5. Škofija Debrecen-Nyíregyháza (severovzhodno)
6. Grškokatoliška škofija Varadin (severovzhodno)
7. Škofija Temišvar (jugovzhodno)
8. Škofija Zrenjanin (Bečkerek) (južno)
9. Rimskokatoliška škofija Varadin (severno)

Zapleteno ime
Sedanje ime je Segedinsko-čanadska škofija dobila po mestih Čanadu in Segedinu, ki sta bili poleg Temišvarja skozi zgodovino največkrat škofijska sedeža zgodovinske Čanadske škofije. 
Čanadska županija (latinsko Comitatus Chanadiensis; madžarsko Csanád vármegye; nemško Komitat Tschanad; romunsko Comitatul Cenad) je zgodovinska županija Ogrskega kraljestva, katere večji del pripada Madžarski, manjši del pa Romuniji. 
Mesto Čanad (oziroma Veliki Čanad; madžarsko Nagycsanád/Marosvár; srbsko Čanad/Чaнaд; nemško Groß-Tschanad; romunsko Cenad) je večnarodnostna vas v Romuniji v Tamiški županiji. Ta danes nepomembni kraj je bil pomembno mesto kot zgodovinsko in cerkveno središče Čanadske župnanije in se danes nahaja v Romuniji tik madžarske meje, a šteje okrog 3.500 prebivalcev raznih narodnosti. Današnje naselje Veliki Čanad (navadno se uporablja samo Čanad) je nastalo v 20. stoletju z združitvijo zaselkov Stari Čanad (madžarsko Őscsanád/Németcsanád) in Srbski Čanad (srbsko Srpski Čanad/Српски Чaнaд; madžarsko Rácz-Csanád). Romunski Čanad večkrat pomešajo z Madžarskim Čanadom (madžarsko Magyarcsanád), ki se pa nahaja na Madžarskem, vzhodno od reke Maroša, v Makovskem okraju (Makói járas).
Današnje škofijsko področje
Segedinsko-čanadska škofija danes vključuje celotni madžarski županiji Csongrád-Csanád in Békés, v manjšem obsegu pa še županijo Jász-Nagykun-Szolnok z mesti Kunszentmártonom, Túrkevem in Mezőtúrjem ter zajema še občine Mesterszállás, Kuncsorba in Mezőhék).
Škofijski sedež je mesto Segedin, kjer se nahaja Zaobljubna stolnica Naše ljube Gospe Ogrske. V Békéscsabi stoji Sostolnica sv. Antona Padovanskega. 
Razdelitev
Ozemlje škofije obsega 10.851 km² in je razdeljeno na 111 župnij združenih v 8 dekanijah: Gyula, Szarvas, Orosháza, Mezőkovácsháza, Szentes, Makó, Segedin in Kistelek.

## Zgodovina

### Kaloška metropolija
Kaloška metropolija oziroma Kaloško-baška nadškofija (nadškofija Kaloče in Bača - Arcidioecesis Colocensis et Bachiensis) je imela pod svojim okriljem številne škofije. Na zemljevidu je pobarvano področje, ki ga je obsegala v 18. stoletju in sicer se je razprostirala po uvedbi dualizma v ogrskem delu Avstroogrskega cesarstva; njene naslednice nahajamo v več današnjih državah: Madžarski, Srbiji, Romuniji in Hrvaški. Čanadska škofija s središčem Temišvarjem je pobarvana rumeno.

### Nastanek in razvoj Čanadske škofije
Zgodovino Segedinsko-Čanadske škofije lahko dojamemo le, če jo postavimo v njen zgodovinski okvir – v njen Sitz im Leben. Ta jo pa neločljivo veže z zgodovino Čanadske škofije, ki je bila ustanovljena 1030, ko je prvi ogrski krščanski vladar kralj sveti Štefan ustanovil v Panoniji med drugimi tudi škofijo s sedežem v Čanadu – ter na njeno čelo postavil benediktinskega blagovestnika škofa Gerarda, ki je prispeval levji delež k pokristjanjevanju poganskih Ogrov.
Čanadska škofije je skozi zgodovino pripadala pod Kaloško nadškofijo oziroma metropolijo, katere nastanek pa še do danes ni popolnoma pojasnjen; vsekakor je nastala v 11. stoletju, prenehala pa z razbitjem oziroma razpadom Avstroogrskega cesarstva na več držav.
Po Štefanovi smrti se je začela državljanska vojna, tudi zaradi svojeglavosti Štefanovega naslednika Petra. Ogre je namreč motilo, da se je ta "tujec iz Benetk", ki je odraščal pri očetu ter ni znal madžarsko niti ni poznal ogrskih običajev - obdal "s klepetavimi Lahi in rjovečimi Nemci". Nemiri so se polegli šele s prihodom "strogega pa pravičnega" kralja poljskega rodu svetega Ladislava, kar je omogočilo vsesplošni razcvet dežele za poldrugo stoletje. Tatari so nato ob svojem vpadu 1242 požgali škofijski sedež in trdnjavo Čanad, pobili veliko vernikov ter zažgali stolnico in bogato škofijsko knjižnico. 
Naslednje leto je prevzel vodstvo škof Blaž, (1243-57) ki velja za drugega ustanovitelja škofije. Obnovil je stolnico, več porušenih cerkva in samostanov.  Dovolil je naselitev muslimanskim Pečenegom in Kumanom pod pogojem, da sprejmejo katolištvo. Prisegel je podrejenost ostrogonskemu nadškofu in bil razsodnik na škofovskih volitvah v Zagrebu. Versko življenje je zopet zacvetelo in tako je imela škofija 1333 dva kapitlja, 20 opatij in benediktinskih samostanov, v 7 dekanijah pa 250 župnij.

### Eno stoletje – štiri nadloge
V XVI. stoletju so Čanadsko škofijo, Ogrsko kraljestvo in celo Evropo doletele ena za drugo ali pa kar vse skupaj štiri hude nesreče in nadloge: kmečki upori, Mohačka bitka, zasedba krščanskih dežel
in verske vojne, da ne omenimo še drugih hudin, kot so kuga, kobilice in lakota.

#### Kmečki upori
Prva nadloga je bil množičen upor kmetov in drugih križarjev, ki so se prelevili v kruce. To je prineslo dvakratno nesrečo: namesto da bi se obrnili zoper nevarne sovražnike - Turke, ki so že oblegali meje kraljestva, se je čez stotisoč zbranih križarjev obrnilo zoper svoje gospodarje; opustošili so deželo in oslabili možno obrambo ter takorekoč odprli vrata mogočnemu nasprotniku, ki je to dogajanje budno spremljal. Nezadovoljstvo, ki je med ljudstvom tlelo zaradi raznih privilegijev gosposke ali prestrogega kaznovanja nekaterih tlačanskih prekrškov, je bilo podkrepljeno z novimi nauki o "ljudski cerkvi"; tako se sedaj ni obračalo več le zoper posamezne krivice ali nasilne gospodarje, ampak se je pod vplivom teh verskih »ljudskih« gibanj - katarov, husitov in bogumilov – katerih zamisli so postale osnova tudi Lutrovega nauka o krščanstvu brez papeža in posvečenih duhovnikov - pripravljala plodna tla za izredno hiter prodor protestantizma – sprevrglo v splošni upor zoper družbeni red in hierarhično ureditev, najsi bo svetna ali cerkvena.
1514 se je na Ogrskem na poziv papeža Leona X. na križarsko vojno zbralo čez stotisoč kmetov in nižjega klera; kmalu pa se je začelo širiti godrnjanje - morebiti zaradi slabe oskrbe in grdega ravnanja z nekaterimi prestopniki -, čemur se je pridružilo še vodstvo in tudi sam poveljnik Doža. On je napredoval prav zato, ker se je izkazal pogumnega in uspešnega v nedavnih bojih proti Turkom. Velikanska vojska, namenjena za boj proti "nevernikom", pa se je zdaj kot oborožena drhal obrnila zoper svoje gospodarje: ne le zoper posvetno, ampak tudi zoper duhovno gosposko. Tako so uporniki med drugimi nabili na kol tudi čanadskega škofa Csákija. Kljub temu, da so dosegli v začetku precej presenetljivih zmag, so bili na koncu poraženi – a njihov vodja kruto mučen in umorjen, skupaj z mnogimi soudeleženci. Dežela je bila opustošena, ljudstvo pa med seboj nepomirljivo sprto. V takih razmerah je bil papež prisiljen preklicati križarsko vojno, ki bi verjetno še tik pred zdajci zaustavila osmansko prodiranje proti Srednji Evropi.

#### Usodna Mohaška bitka
To stanje so spretno izkoristili Turki, ki so z veliko vojsko pod mladim, častihlepnim in sposobnim Sulejmanom dobro desetletje nato prihrumeli v Panonijo in v bitki pri Mohaču 1526 kljub žilavemu odporu in junaški borbi popolnoma  porazili krščansko vojsko; poleg kralja je življenje izgubilo 30 visokih plemičev in sedem škofov, med njimi tudi čanadski Csaholi. 29. avgusta 1526 je namreč sultanova vojska v komaj poldrugi uri na Mohaškem polju porazila vojaško moč Ogrskega kraljestva. Med bitko je padel tudi poveljujoči kaloški nadškof Tomori ter cvet deželnega plemstva; med begom pa je izgubil življenje v do danes nepojasnjenih okoliščinah tudi sam kralj, komaj dvajsetletni Ludvik, ki se je sicer pogumno spopadel s številnejšimi sovražniki.
Od Mohaške bitke 1526 pa vse do 1918 je  prevzela odločilno vlogo v zgodovini Ogrske, Češke in celotnega Podonavja Habsburška rodovina. Posledice turškega vojskovanja, maščevanja in ropanja je dodatno poslabšala temu sledeča državljanska vojna med tekmecema, od katerih se je eden neskrito povezal s sovražniki; postopoma je bil uničen velik del verskih in prosvetnih, gospodarskih in kulturnih ustanov; do 1570 je Ogrska postopoma izgubila kar 40 % svojega prejšnjega ozemlja – 120.000 km² – za šest Slovenij. V bitki je padlo 16.000 kristjanov; obglavljeno je bilo cerkveno in posvetno vodstvo, saj je padlo sedem cerkvenih dostojanstvenikov in trideset višjih plemičev. Na krščanski strani se je sicer hrabro bojevalo 25.000 vojakov, vendar niso imeli nikakršnih možnosti proti vsaj trikrat večji in bolje opremljeni ter oskrbovani premoči Osmanov. Najusodnejša posledica poraza pa je bilo upadanje krščanskega prebivalstva na zasedenih ozemljih, medtem ko so mestom novi gospodarji vse bolj vsiljevali muslimanski videz.

#### Osmanska zasedba
Tretja nesreča je bila torej turška zasedba. 1552 je padla trdnjava Temišvar - in z njo celotno ozemlje Čanadske škofije. To je pomenilo preganjanje kristjanov, ki so postali drugorazredni državljani; duhovniki pa so se morali ali umakniti ali skrivati; novi oblastniki so krščansko rajo hudo obdavčili, jemali krvni davek harač – in praktično izbrisali krščanstvo iz javnosti. To zatiranje je preživelo le nekaj cerkva in župnij, saj ni bilo dovoljeno graditi novih. Škofje so upravljali svoje škofije le od zunaj. Zanimivo, da so nove oblasti trpele pripadnike frančiškanov kot neke vrste dervišov. Že sveti Frančišek si je med večletnim bivanjem v Sveti deželi s svojo miroljubnostjo in skromnostjo pridobil naklonjenost sultana, ki ga je odslovil s pohvalnimi besedami ter dovolil njegovemu redu oskrbo romarjev po svetih krajih. Frančiškani so tako mogli vsaj omejeno delovati v blagor duš tudi na področju Čanada: v Temišvarju, pa po znanih Marijinih božjih potih na Lipovi in na Radni.

#### Verske vojne med kristjani
Zgodovinar Holzer pravi glede izbruha in širjenja reformacije: 
| Die Kirche vor der Reformation | Cerkev pred reformacijo |
| --- | --- |
| Die Reformation, "die gröβte Katastrophe für die Kirche seit ihrem Bestehen" (Lortz), hatte ihren Anfang genommen. Die Reformation war jedoch nicht die Tat eines einhzelnem Mannes, sondern ein langer Prozeβ, den schon Joachim von Fiore eingeleitet hatte, der von Philipp IV., Wilhelm von Ockham, Marsilius von Padua, den Katharern, Waldensern, von Wiclif und Hus vorangetrieben wurde und bis zu Luther führte, der durch persönliche Probleme veranlaβt, zum Funken wurde und ein schon lange bereitstehendes Pulverfaβ zur Explosion brachte. | S tem se je začela »za Cerkev največja nesreča vse od njenega začetka,«, kot je reformacijo označil Lortz. Vendar reformacija ni bila delo enega samega človeka, ampak daljše dogajanje, ki ga je vpeljal že Joahim Florski , ga nadaljevali Filip Lepi, Viljem Okamski, Marsilij Padovanski, katari, valdežani, Wiclif in Hus in je pripeljalo vse do Lutra, ki so ga vodili osebni problemi, da je postal iskra, ki je povzročila, da je že dolgo pripravljeni sod smodnika eksplodiral. |

Res je sicer, da je med verniki že skozi desetletja odmeval klic po obnovi Cerkve in capite et in membris. To je poskusil udejanjiti – seveda neuspešno – tudi Peti lateranski koncil. Ko pa se je reformacija začela, so se »duhovnim« nagibom kaj kmalu primešali čisto »posvetni«, ki so pripeljali do krvavih dolgoletnih verskih vojn. Papež Leon X. je še pred svojo smrtjo brezuspešno poskušal pomiriti med seboj se vojskujoče evropske vladarje in poslal ogrskemu kralju kot pomoč trideset tisoč zlatnikov; obenem pa se je tudi sam zapletel v vojno s francoskim kraljem Francem; s pomočjo Karla V. je Francoze izgnal iz Milana. Ti spori so bili kot voda na mlin osvajalskim osmanskim težnjam, ki so 1521 zasedli Beograd, 1526 pa v bitki pri Mohaču porazili Ogrsko kraljestvo, ki je v tem neenakem boju na življenje in smrt bilo prepuščeno samo sebi. 
Reformacija se je iz Nemčije bliskovito širila na sever in vzhod, iz Švice pa na jug in vzhod, tudi na Ogrsko in Poljsko. Najmočnejši razširjevalec ni bila gorečnost pridigarjev niti hrepenenje ljudstev, kot skušajo to večkrat prikazati; glavni razlog je bil odvzem cerkvene zemlje, trinoštvo zemeljskih gospodov in radovednost po novotarijah. Katoličane in zlasti škofe so začeli preganjati, in mnogi so končali življenje v ječi ali na morišču, med drugim tudi na Švedskem, kjer je luteranstvo postalo državna vera. »To je bila taka reformacija« - pravi protestant Leon – »ki je ustrezala skoraj izključno čutnim zadovoljstvom in kraljevemu pomanjkanju denarja: cerkveno in samostansko zemljo si je prisvojil in podelil z velikaši, da bi se seveda sam gmotno najbolj opomogel.«
Čeprav se mnenja krešejo v zvezi z mitom, da je 31. oktobra 1517 Luter pribil na vitenberška cerkvena vrata svojih latinskih 95 tez – se zgodovinarji strinjajo, da se je takrat začela reformacija, katere učenje se v marsičem razlikuje od katoliškega – in mu vsaj v petih važnih točkah očitno nasprotuje: 
1. Sola Scriptura (samo sveto pismo),
2. Solus Christus (samo Kristus),
3. Sola Fide (samo vera),
4. Sola Gratia (samo milost) in
5. Soli Deo Gloria (samo Bogu gre slava).

To bi lahko preprosteje strnili takole: "Za zveličanje je zadosti samo sveto pismo (brez ustnega izročila), samo Kristus (brez Marije, angelov in svetnikov), samo vera (brez del), samo milost (brez lastnega sodelovanja) ter samo Bog (brez papeža, duhovnikov in zakramentov). Taki nauki so bili očitno v nasprotju z izročilom in katoliškim naukom, pa tudi s svetim pismom, ki je bilo po njihovem mnenju v središču protestantskega oznanjevanja. Zaradi načela, da vsakdo lahko razlaga sveto pismo po svoje, pa tudi zaradi avtoritarnega Lutrovega nastopanja, so se sprli in ločili že prvi reformatorji; nekatere enostranske razlage pa so skušali že tedaj nekateri protestantski teologi omiliti; zlasti to velja za trditev, da je vera brez dobih del zadostna za zveličanje.
Navadni in neuki verniki se niso dosti razumeli na te odtenke, vendar jim je bilo v "novi veri" najbolj očitna odprava spovedi in celibata;  najbolj vidno pa je bilo nasprotovanje češčenju svetih podob. Temu je sledilo uničevanja dragocene "malikovalske" kulturne dediščine in se je tega "poslanstva" udeleževal celo sam Luter. Ščitil ga je namreč ravno taisti saški volilni knez Friderik, ki bi ga moral držati v ječi; pa ga je le navidezno zaprl na grad Wartburg, kjer ga ni smel videti nihče razen služabnikov, ki sta mu nosila hrano in skrbela za njegovo sobo, dokler mu ni zrasla brada in ni bilo več opaziti duhovniške tonzure. Vmes je bil nekaj dni skrivaj v Wittenbergu, kjer so njegovi pristaši oskrunili več cerkva, razbili oltarje in kipe svetnikov, uničili svete podobe in odpravili mašo. Lutra pa se je zaradi prevratniškega toka reformacije polaščala vedno hujša otožnost; mučili so ga dvomi in očitki vesti; večkrat pa se mu je zdelo, da ga zalezuje hudič; prepričan, da je želel le prenovo (=reformacijo, reformo), ne pa prevrata (=revolucije), se je večkrat spraševal, ali je res resnica na njegovi strani in ali še drži potek reformacije pod nadzorom.
Novo, v marsičem manj zahtevno učenje (npr. glede spovedi za vse vernike in celibata za duhovnike), se je neverjetno hitro (raz)širilo po celi Evropi; tako tudi po Ogrskem kraljestvu kot v Čanadski škofiji. K temu so levji delež prispevala nesoglasja med svetorimskim cesarjem Karlom in rimskimi papeži (začenši z Leonom), ki jih je bolj skrbela varnost njihove zemeljske države kot pa usoda duhovnega katolištva; najbolj se je namreč papeštvo balo, da bi kaka velesila obkrožila njihovo ne ravno veliko zemeljsko posest. Karel V. je bil glede na dane možnosti pravzaprav večji varuh katoliških interesov kot sami papeži. Po doseženi spravi ga je Klemen VII. na njegov rojstni dan, 24. februarja 1530, v Bolonji vendarle okronal kot poslednjega za rimskega cesarja.
Protestantizem se je na ogrskih tleh pojavil zelo zgodaj - že pred Mohaško bitko, ko so ga širili razni potujoči pridigarji in študentje. Na ljudstvo je napravil večji vtis resni, asketski in depresivni Kalvin kot pa življenja, številne družine ter dobre jedače in pijače željni Luter. Takrat so Madžari dobili tudi prvi popolni prevod svetega pisma, ki ga je 1590 pripravil Károlyi.
Do konca 16. stoletja se je tako protestantizem razširil skoraj po celem kraljestvu, čeprav je dežela uradno še vedno bila katoliška - kar je pripeljalo do dolgotrajnih verskih vojn po celi Evropi, pa tako tudi po Ogrskem; poleg tega pa so bili sami protestanti medsebojno hudo razdeljeni: pripadniki višjega plemstva so bili evangeličani, nižje plemstvo kalvinci, nemški prebivalci svobodnih mest luteranci, po trgih in vaseh pa so Madžari bili samosvoji reformati - kot se še v madžarščini še danes imenujejo: "reformirani" oziroma "reformati" (latinsko reformati; madžarsko reformátusok) - zlasti na Sedmograškem.
Nietzsche je torej z razlogom smatral reformacijo za „veliko zgodovinsko nesrečo“, ki je razdelila nemški narod; pa ne samo nemškega, ampak tudi ogrskega in druge; in jo zato cerkveni zgodovinar Holzer ima za „najhujšo nesrečo krščanstva“, - ker je nepomirljivo razdelila kristjane na več nasprotnih taborov in jih sprla med seboj vse do dandanes. To pa ni ostalo le na akademski ravni, kakor tudi med glavnimi vzroki tega gibanja niso bila le verska vprašanja, ampak (predvsem) čisto posvetna, ki so le pod verskim plaščem izbruhnila na plan. Redno se je namreč dogajalo, da je zemeljski gospodar s sprejetjem „nove vere“ postal tudi lastnik cerkvenega premoženja. Švedski kralj Gustav, ki je pri vstopu na prestol moral priseči, da bo branil katoliško vero – se je takoj nato polastil cerkvene zemlje - kar je pomenilo polovico dežele - in začel preganjati katoličane. Ni osamljeno mnenje, da kljub nekaterim pozitivnim vrednotam, - v reformaciji pravzaprav ni bilo nič osvobajajočega – ampak je postala povod za desetletja trajajoče verske vojne, ter so tako kristjani postali lahek plen Osmanov, ki so širili islam po Evropi. Cesar Karel V. je spoznal, da so mu dogodki ušli z vajeti; zato se je pred prelivanjem krvi - ki bi vsekakor sledilo vračanju v prvotno stanje - raje umaknil v samostansko tišino, kjer je preživel zadnja leta v molitvi in pokori.

### Obnovitev, osvoboditev in naselitev

#### Katoliška obnova
Pri katoliški obnovi ne moremo mimo njene vodilne osebnosti, jezuita in kardinala Petra Pazmanja, Ogrskega škrlatnegai Cicerona. 
Rodil se je  v Velikem Varadinu v samostojni kneževini Sedmograški v samosvoji reformatski plemiški družini. Po smrti prve žene Marjete se je 1582 njegov oče Nikolaj (Miklós Pázmány) – župan v Biharju, oženil s katoličanko Barbaro (Borbála Toldy). Pod vplivom mačehe in prvega madžarskega jezuita – sorodnika Štefana (István Szántó) - se je kot trinajstletnik s celo družino 1583 vrnil v katoliško vero. To ni bilo nič nenavadnega, saj so v tistih nemirnih časih ogrski plemiči menjali glede na razmere svojo veroizpoved skoraj dnevno. Stric je menil, da je "stara" (tj. katoliška) vera le bolj zanesljiva od "nove" (tj. protestantske), pa so ga poslali 1583 v jezuitsko gimnazijo v Klužu,a že 1588 je vstopil tudi sam v Družbo Jezusovo in postal 1597 profesor filozofije v Gradcu. 
1600 se je temeljito izobražen vrnil na Ogrsko, kjer je začel neutrudno pisati pisma in knjige, v katerih je dokazoval pravilnost katoliške vere v primeri s protestantskimi učenji. Kmalu je postal škof v Nitri, 1616 ostrogonski nadškof, končno pa 1629 kardinal in primas celotne Ogrske. Na svoj sedež v Ostrogonu pa ni mogel zaradi turške zasedbe, ampak je redno bival v Trnavi.
Pazmanj ni stal križem rok, ampak je želel zaustaviti neovirano nastopanje protestantskega pridigarja Madžarija, ki je v iz nemščine prevedeni knjigi Vzroki za veliko pokvarjenost v deželi (1602) dolžil „malikovanje“ v Katoliški Cerkvi za glavnega krivca vseh nesreč. Peter se je takoj spravil k pisanju in v Odgovoru Štefanu Madžariju (1603) dokazoval nasprotno, češ da pa je temu vzrok protestantizem. Pred nastopom jezuitov se namreč ne dovolj izobražena duhovščina protestantskim napadom na katolištvo sploh ni upala ugovarjati. Peter pa je s svojim vsestranskim znanjem - tudi hudomušnostjo in dobrohotnostjo – prisilil nasprotnike k molku, a nekatere je vendarle pridobil; kadar njegovi železni logiki niso znali ugovarjati, so se morali omejevati le še na osebne napade, tudi oborožene.
Katoliško obnovo so na Ogrskem uspešno izvajali jezuiti, a Pazmanj je s pisanjem, pridiganjem in še zlasti z osebnimi stiki s soplemiči privedel nazaj v katolištvo cele plemiške rodovine, oni pa svoje podložnike. Trudil se je za povrnitev miru med kristjani in veliko prispeval k podpisu mirovnega sporazuma 1622 med kalvinskim vladarjem Sedmograškega Betlenom in katoliškim svetorimskim cesarjem Ferdinandom po vseuničujoči tridesetletni verski vojni. V sporazumu je bilo tudi določilo, da morajo zemljiški gospodje svojim podložnikom omogočiti svobodno odločanje glede veroizpovedi.
Peter Pazmanj je bil glavno gibalo katoliške obnove in po pravici pravijo, da "se je rodil v protestanski, a umrl v katoliški Ogrski"; – in tako imajo tudi danes na Madžarskem katoličani več kot dvetretjinsko večino, medtem ko je v Vojvodini in Čanadski škofiji odstotek še mnogo višji.
Kosztolányi celo pravi, da je Pazmanj poleg tega oče in zakonodajalec madžarske proze, ki je bila v njegovem času korenitejša in jedrnatejša od poznejše, ko so svobodomiselci iz nje "očistili" veliko besed in zvez slovanskega izvora.

#### Osvoboditev izpodturškegajarma
1716 so avstrijske čete pod vodstvom Evgena Savojskega – „očeta Podonavskih Švabov” – v kratkem času osvobodile Banat in njegovo najpomembnejše mesto in trdnjavo Temišvar, kar je omogočilo oživitev Čanadske škofije. Ker je bil Čanad opustošen, je postalo novo središče Segedin; škof Nádasdy je tam ustanovil stolni kapitelj in oživljal stare ter ustanavljal številne nove fare; tu so odprli šolo jezuiti, ki so poleg frančiškanov delovali v prid duhovne obnove.
Ne čudi torej, da so tako cerkvene kot svetne temišvarske oblasti leta 2016 več mesecev nadvse slovesno praznovale spomin na dan, ko je pred tremi stoletji, 12. oktobra 1716, turški paša izobesil belo zastavo na temišvarski trdnjavi, in je tako Evgen Savojski neverjetno hitro uspel vrniti kristjanom celotno srednjeveško Ogrsko kraljestvo. To je namreč pomenilo začetek verske in družabne obnove, ponovne naselitve in vsestranskega razvoja. Omenimo še, da je Mehmed paša takrat uvidel, da bo z vdajo lahko rešil življenje svojih vojakov. Princ Evgen pa je držal besedo in po viteško dovolil turški vojski prost umik z vso prtljago; in da ogorčeno ljudstvo ne bi napadlo neoboroženih poražencev, jim je določil v varstvo petsto konjenikov ter jim podaril še tisoč bojnih vozov. Ni ravnal tako podlo kot Turki sto štiriinšestdeset let prej, ki so kljub vdaji pred temišvarskimi vrati pred očmi turškega poveljnika kljub jamstvu izdajalsko umorili junaka Losoncija in njegove hrabre tovariše.

#### Naseljevanje narodov
Najprej so začeli skoraj prazni Banat naseljevati predvsem katoliški Nemci ter Bolgari-Palčani, ki so bežali pred Turki iz strahu pred maščevanjem zaradi neuspele vstaje; vodil jih je frančiškan Stanislavič, ki je postal čanadski škof (1739-1750) in je takoj po prihodu (1740) ustanovil stolni kapitelj. Naseljevali pa so se tudi drugi narodi kot Madžari, Čehi in Hrvati. 
Avstrijska cesarica Marija Terezija je (bila) pri ljudstvu toliko v čislih, da še dandanes le njej pripisujejo vse zasluge naseljevanja in napredovanja, čeprav je pri tem velikopoteznem načrtu skozi celo stoletje sodelovalo vsaj pet avstrijskih oziroma svetorimskih cesarjev. Tega prepričanja so poleg drugih tudi Turopoljski hrvaški plemiči, Švabski Nemci, omenja pa ga tudi zgodovinar Wettel v opisovanju banatskega trga Kovačev:
| Nemški izvirnik | Romunski prevod | Slovenski prevod |
| --- | --- | --- |
| Nach der Vertreibung der Türken aus dem Banat bestand es aus 75 Häusern, doch schon in der erste Hälfte des 18. Jahrhunderts wurde es ganz wesentlich erweitert, und in rechtwinkelig sich schneidende Gassen angelegt, so wie sie noch heute bestehen. Die Angabe in der allerdings unzuverlässigen Monographie des Temescher Komitates, wonach das Dorf erst unter Maria Theresia an seine gegenwärtige Stelle verlegt worden wäre, entspricht somit den Tatsachen nicht. | După alungarea turcilor din Banat, satul avea 75 de case, dar deja începând cu prima jumătate a secolului al XVIII-lea s-a dezvoltat puternic. Casele din lemn au fost reconstruite pe uliţe care se intersectau echidistant şi în unghi drept. Informaţiile care pot fi găsite în unele monografii îndoielnice ale comitatului Timiş , după care satul s-a mutat pe actualul amplasament doar pe vremea împărătesei Maria Tereza, nu sunt adevărate. | Po izgonu Turkov iz Banata je imela vas 75 hiš; vendar se je bistveno razširila že v prvi polovici 18. stoletja, in lesene hiše so bile pravilno razporejene v pravokotno se križajočih ulicah, kakršne obstajajo še danes. Navedba v resda nezanesljivi monografiji Tamiške županije, po kateri je bila vas šele pod Marijo Terezijo prestavljena na današnje mesto, torej ne ustreza dejanskemu stanju. |

1. Prva velika švabska naselitev pod Karlom VI. zajema obdobje od 1723-26, ko je upravitelj kronovine »Temescher Banat« grof Mercy[55]ustanovil nova naselja ter uspel naseliti stotisoč naseljencev ter ustanovil petdeset nemških skupnosti, a samo Srbov je naselil 30.000. Njegov prijatelj Griselini[56]pravi, da »so številni kraji, ki jih še sredi 16. stoletja omenja madžarski zgodovinar Olaus, (za vladavine muslimanskih Turkov) izginili; po drugi strani pa so se z zmanjševanjem naseljenih površin večale stoječe vode in močvirja.« Območje ob Murešu in Tisi - od Segedina do Titela  - je bilo kilometre raztezajoče se močvirje. Poleg tega so zanemarjene reke in potoki tvorili poleg starih še nova močvirja, greznice ali cela jezera – nedostopna tako za ljudi kot živali. Dvoje takih močvirij je segalo od Kikinde pa vse do Bečkereka, kar je prispevalo k širjenju mrzlice in drugih smrtonosnih bolezni. »Mali Temišvar je imel tako 1728 le 51 krstov v primerjavi s 500 pogrebi po večini mladih naseljencev.«[57]Iz tega je nastal pregovor: »Das Banat ist des Deutschen Grab« („Banat je nemški grob“)[58] Kljub vsem hudinam pa je bila ta prva naselitev odločilna za poznejši potek in madžarski pisatelj Jókai pošteno priznava: »Da se je Banat znova naselil in spet postal raj, je predvsem zasluga dobrohotnega, modrega in poštenega vladarja grofa Mercya. Ez sine nobis – de nobis; de igazán pro nobis vala.« [59][60]
2. Drugi naselitveni val je potekal za časa njegove hčerke, "Matere narodov", priljubljene Marije Terezije, ki je naseljevanje na opustošena, zanemarjena in zamočvirjena področja pospeševala z izsuševanjem obširnih močvirij, povezavo prekopov med Donavo, Tiso, Begejem in Tamišem, kakor tudi z načrtnim uvajanjem sodobnega poljedelstva in razvijanjem obrti. Za urejeno preseljevanje je ustanovila posebno komisijo, ki je o svojem delu morala redno poročati cesarju; sestavljali so jo dobro plačani agitatorji, ki so hodili od vasi do vasi in nadvse hvalili zemljo in druge razmere v Banatu; nič čudnega, da se je hotelo izseliti skoraj celotno prebivalstvo, saj so za vsako pridobljeno družino dobili zlatnik v gotovini. V kratkem razdobju le sedmih let so številni prišleki čisto na novo zgradili 50 naselij, 30 drugih obstoječih pa precej razširili. Od 1758 je vodil nizozemski inženir Fremaut povezavo in poglobitev prekopov, kar je olajšalo istočasno izsuševanje širokih močvirnatih področij, ki so bila leglo mrzlice in drugih smrtonosnih bolezni, zaradi katerih večina priseljencev druge velike švabske selitve ni dočakala starosti. Poleg močvirske mrzlice je kosila zlasti mladino tudi davica, črne koze, jetika in pomanjkanje zdravstvene oskrbe. Ne smemo pozabiti, da takrat še niso poznali niti antibiotikov niti vakcinacije ali cepljenja. Tako ne čudi, da beremo  v kroniki banatske občine Biled (ustanovljene 1765) pod poglavjem »Iskalci sreče so našli smrt«, da je v pol desetletja od 1765 do 1770 umrlo 76 od 100 (mladih) naseljencev (torej 76%), saj se je priseljevala le mladina, zlasti novoporočenci.[61]
3. Do tretjega naselitvenega vala je prišlo za vladanja njenega sina Jožefa ki je delil naseljencem vse mogoče ugodnosti; s tolerančnim patentom je omogočil priseljevanje tudi nekatoličanom; vendar je z zatrtjem jezuitov in drugih redov ter odvzemom mnogih samostanov zadal katolištvu hud udarec. On je utiral svobodomiselnejšo smer brez ali celo proti papeževemu soglasju v nasprotju s politiko svoje matere, ki je vse svoje razsvetljenske reforme izvajala v dogovoru in soglasju s papežem. Prav huda nesreča v Banatu ga je omehčala, da je tik pred smrtjo preklical skoraj vse svoje proticerkvene določbe. Ko so namreč Turki 1788 spet vdrli v Banat, sta se ponoči spopadli dve avstrijski krdeli, ki ju je cesar hotel osebno ločiti, pa jih je toliko skupil, da je za posledicami kmalu umrl. V tem je "razsvetljenstvo|razsvetljeni]]" cesar videl Božjo kazen in je pred smrtjo preklical večino svojih proticerkvenih odlokov.[62]
4. Četrti naselitveni val je potekal na začetku 19. stoletja. Takrat so poleg nemških naseljencev (Ečka 1801) med drugimi poskušali srečo v novi domovini tudi hrvaški plemiči iz Turopolja, ki so se pod pokroviteljstvom zagrebškega kapitlja[63]naselili v Boki, Neuzini, Radojevu in Keči[64]predvsem zato, da bi ohranili svoje plemiške naslove in privilegije, ki pa bi jih z ostajanjem v nanovoustanovljeni Vojni krajini izgubili.[65] Skozi 18. in 19. stoletju se je torej v Jugovzhodno Evropo v več valovih največ iz Jugozahodne Nemčije izselilo okrog pol milijona mladih ljudi v upanju na boljšo prihodnost.

| Sigmundfeld Geschichte - Errinerungen - Bilder | Sigismundovske zgodbe, spomini in podobe |
| --- | --- |
| Und »aus Sümpfen hob sich eine neue Welt«: das Kultur- und Landschaftsbild donauschwäbischer Gemarkungen und Gemeinden in der weiten Ebene des Südostens; doch die Ersten hatten den Tod, die Zweiten die Not und erst die Dritten das Brot | In »iz močvirja je vstal nov svet«: kulturna in krajinska podoba podonavskih švabskih občin in skupnosti v širnih jugovzhodnih ravnicah; vendar je prvi rod našel smrt, drugi revščino in šele tretji kruh. |

#### Verski razcvet
Škof Falkenstein je 1732 prenesel sedež škofije v Temišvar. S prihajanjem številnih mladih družin se je okrepilo tudi versko življenje po banatskih ravninah in številni so bili tako moški kot ženski duhovni poklici. Božjepotna Radna je zopet oživela s posvetitvijo cerkve 1767. Po dolgih letih je bila 1804 končno dokončana in posvečena tudi Stolnica, katere temeljni kamen je bil blagoslovljen že 1736; 1806 so odprli novo semenišče, ki je komaj moglo sprejemati veliko število prijavljencev. Učeni škof Lonovics je 1841 v Temišvarju ustanovil prvo filozofsko in pravno akademijo. 
Število vernikov je zaradi številčno močnih družin kljub boleznim naraščalo in pred Prvo svetovno vojno je imela Čanadska škofija že milijon vernikov v 246 župnijah, 135 kaplanijah in 1101 podružnici, kjer jim je nudilo duhovno oskrbo čez 400 duhovnikov.

### Madžarskoobdobje

#### Po Prvi svetovni vojni
Segedinu so ostale le »reliquiae reliquiarum«
Po Prvi svetovni vojni je bila starodavna Čanadska škofija s Trianonsko mirovno pogodbo razkosana z novimi mejami med tri države, kar je za versko življenje pomenilo nove razmere in izzive, pa tudi nove ovire in težave. Takrat je bilo to področje razdeljeno takole:
1. Jugoslaviji je pripadlo 26% na 9387 km² z 62 župnijami in 220.100 verniki z novim središčem v Velikem Bečkereku.
2. Madžarski so ostale od Čanadske škofije le „reliquiae reliquiarum“[68][69], tj. 13% na 562 km², kjer je bilo 33 župnij in 190.400 vernikov, z novim središčem v Segedinu.
3. Največji del s sedežem v Temišvarju pa je prigrabila Romunija; najprej je Sveti sedež za to področje 17. februarja 1923 postavil apostolsko upravo, ki jo je 5. junija 1930 razglasil za Temišvarsko škofijo kot sufragansko Bukareški nadškofiji in metropoliji.[70] Hud padec glede števila vernikov opazimo s primerjavo podatkov 1920 in 2007 skoraj na enakem prostoru romunskega dela nekdanje Čanadske škofije. 6. junija 1920 je s podpisom Trianonske mirovne pogodbe Romunija pridobila kar 61% tega področja na 24.963 km², kjer je bilo 154 župnij in 503.212 vernikov. Na tem skoraj enakem temišvarskem področju pa je bilo na 24.755 km² leta 2007 le še 160.000 katoličanov v 73 župnijah.[71]

Urejevanje nove škofije in novega središča
1923 – po dveh stoletjih torej – je Segedin ponovno postal škofijski sedež. Škof Glattfelder  se je lotil preureditve 33 preostalih mu župnij, saj je večji del Čanadske škofije pripadel Romuniji. Glattfelderja oblasti nikakor niso pustile na cedilu ali ga celo ovirale pri delovanju kot njegovega bečkereškega kolega Rodiča v na novonastalem kraljestvu SHS, ampak so mu madžarske oblasti nudile vso podporo in oporo, da je lahko računal na obilno mestno in državno pomoč. Ob vsestranski podpori vodstva in vernikov si je zastavil obsežne gradbene načrte in tako je polagoma Segedin postal novo cerkveno središče, ki je igralo pomembno vlogo v katoliškem medvojnem cerkvenem življenju. 1930 so dokončali veličastno Segedinsko stolnico; ob sodelovanju izobraženega politika Klebelsberga in podpori župana Somogyija pa je nastal kot zaokrožena celota Stolni trg, ena najlepših umetniških stvaritev v Srednji Evropi.
Je čanadski škof »požrl« obljubo?
"Novega" segedinskega in "starega" čanadskega škofa Glattfelderja (ohranil je naslov škofa Čanadske škofije do smrti) - so madžarske civilne oblasti vsekakor bolj podpirale kot pa jugoslovanske oblasti njegovega bečkereškega kolega Rodiča, ki je v na novonastalem kraljestvu SHS trčil ob ovire že kot apostolski upravitelj v Velikem Bečkereku, še na hujše pa kot nadškof v novoosnovani Belograjski nadškofiji. Ne samo, da se je zaradi slepomišenja glede gradbenega dovoljenja moral kmalu s težkim srcem posloviti od načrtov za graditev nove beograjske stolnice - ampak je zaradi izostanka državne pomoči pri gradnji primerne stavbe za vzgojo duhovniških poklicev - ki jo je na lastne stroške gradila v Zagrebu banatska apostolska uprava, zašel v tolikšne dolgove, da se je na koncu moral odpovedati nadškofiji.
Rodič je računal na konkretno pomoč od raznih ustanov Katoliške Cerkve – zlasti od čanadskega škofa Glattfelderja, ki mu je zagotovil, da bo zadevo podprl, toda da je trenutno tudi sam v težavah, iz katerih se menda ne more izkopati, kar je pa ostalo le pri obljubah. 
Po eni razlagi nadškof Rodić ni vedel, da se gradnje Krizina loteva brez denarnega pokritja; to je ugotovil šele potem, ko je bil študentski dom že pod streho in je bilo treba izplačati dolgove. Še junija 1928 je namreč računal na pomoč škofa Glattfelderja, ki pa je na svojo obljubo sredi svojih lastnih velikih načrtov kratkomalo „pozabil“. Iz virov pravzaprav ni popolnoma jasno, ali je bila škofu Rodiču obljuba dana izrečno ali pogojno, ali pa so bile to le sladke želje. Nadalje je bil Rodič prepričan, da se bo zavod lahko s šolnino in drugimi dospelimi sredstvi sam vzdrževal - kar pa bi bilo morebiti možno, če bi bil poln - pa je bil zaseden komaj četrtinsko; pozneje pa zaradi neustreznega vodenja še manj, saj so ga zapustili vsi starejši gojenci. Njegov sobrat Srećko Majstorović v svojem življenjepisu omenja, da je Rodić sicer še pravočasno zvedel za brezupne razmere glede Krizina; celo v tako nezavidljivih okoliščinah so si nekateri vodilni uslužbenci dodeljevali višje plače od predvidenih; zato je naročil ravnatelju Engelu, naj gradnjo "stornira" - vendar ga le-ta ni ubogal in je gradnjo kljub temu nadaljeval; zatekel se je k iskanju posojil: tako sposojanje kot vračanje je zavrla velika gospodarska kriza.
Svetemu sedežu je zadevo sam Rodič razložil takole:
| Relate ad rem pecuniariam res ita se habebat | V zvezi z denarno zadevo je bila zadeva naslednja. |
| --- | --- |
| "Administraturae ex propriis fontibus fundus constructionni destinatus emendus erat, altera vero pars pecuniae necessariae, ut meus consultor dominus Franciscus Engel affirmabat, ab ispo episcopo csanadensi, qui de facto hujus partis Banatus hodie quoque episcopus est, susternenda. Ast proh dolor, haec affirmatio tardius ut dolus manifestata est." | "Gradbeni sklad je uprava kupila iz lastnih virov; drugi del potrebnega denarja pa naj bi, kot je trdil moj svetovalec g. Franjo Engel, primaknil čanadski škof, ki je "de facto" tudi danes škof tega dela Banata. Žal se je ta trditev pozneje izkazala za goljufivo." |

#### Po drugi svetovni vojni

##### Versko delovanje ovirano od 1945 dalje
Versko omejevanje in preganjanje
Po Drugi svetovni vojni je po deželah Vzhodne Evrope Cerkev izgubila vpliv in večino svojega premoženja; nič drugače ni bilo s položajem na Madžarskem in v Čanadski škofiji. Za Cerkev in vernike nasploh je začenši z osvobodilnim letom 1945 pa vse do "padca komunizma" 1989 to pomenilo obdobje, ko je bilo njihovo delovanje omejevano na različne načine.
Ko se je ob podpori Rdeče armade dokopal oblasti, je komunizem sovjetskega tipa neusmiljeno pometel s kakršnokoli politično ali versko "reakcijo" oziroma z ljudmi, ki so mislili drugače. Novi red je načrtno in z vsemi sredstvi oviral krščanstvo, čigar učenje je bilo v nasprotju z njegovim »znanstvenim« marksistično-leninističnim -  ateističnim svetovnim nazorom, ki je vero razglašal za "nazadnjaško" kot "opij za ljudstvo".
Primerjava razmer na Madžarskem in v Jugoslaviji
Če pa to obdobje primerjamo z istim v Jugoslaviji, lahko mirno rečemo, da je obstajala med njima velika razlika, zlasti po Rankovićem padcu in sicer v prid Jugoslavije. Če izvzamemo nekaj cerkvenih šol, ki so na Madžarskem svobodno delovale tudi pod komunizmom, medtem ko so bile v Jugoslaviji zatrte prav vse (razen za pripravo na duhovništvo), so bili glede drugih možnosti tako na Madžarskem kot v Segedinski škofiji za marikaj prikrajšani. Cerkveno delovanje je bilo stisnjeno med cerkvene zidove in je bilo skoraj nemogoče kakršnokoli versko ali karitativno delovanje. Semenišče v Segedinu je nudilo cerkveno izobraževanje tudi za škofijo Vác in nadškofijo Kaločo. Oblasti so preprečevale gradnjo novih cerkva; čeprav je bil verouk porinjen v zakristijo in redno oviran, pa vendarle ni bil nikoli popolnoma izrinjen iz šol kot v Jugoslaviji, kjer ga je Tito dosledno črtal izmed šolskih predmetov že petdesetih let. 
V Jugoslaviji je bilo delovanje redovnikov - podobno kot drugih cerkvenih ustanov - bolj ali manj ovirano od strani oblasti; vendar za časa komunizma ni bila prepovedana nobena redovna družba ali cerkveni red, niti moška niti ženska. Res je sicer, da je v Sloveniji Tomšičeva izgnala vse redovnice iz šol in bolnišnic 1948 - vendar so šolske sestre, usmiljenke, notredamke in Marijine sestre našle zatočišče v drugih republikah, zlasti v Srbiji in Črni gori.
Glede redovnih družb je glede tega obstajala ostrejša - "sovjetska smer" -, in tako so bile na Madžarskem že petdesetih let nekatere družbe, ki so se posebej ukvarjale z vzgojo mladine (salezijanci) ali versko-znanstvenim izpopolnjevanjem izobraženstva (jezuiti) razpuščene in niso smele več sprejemati novih članov. Preostale redovnike pa so najprej razporejale oblasti kot delovno silo v razna taborišča in zadruge, pozneje pa so jih škofje lahko nameščali na manjše župnije. Tako je bil na primer salezijanec Lajos Fülés imenovan za župnijskega upravitelja v mali vasici Újhartyán - 33 km južno od Budimpešte -, medtem ko se je János Baji povzpel v Kondorosu celo do dekanstva. Redovniki so morali živeti ločeno in so se smeli zbirati le enkrat letno na duhovne vaje v "Osrednjem semenišču" v Budimpešti.Tudi redovni predstojnik - v tem primeru inšpektor - je moral stanovati ločeno - v salezijanskem primeru v svojem stanovanju v Kecskemétu.
Veliko na boljšem je bila Cerkev v Jugoslaviji tudi glede tiska, ki je vzcvetel zlasti šestdesetih let po vseh jugoslovanskih republikah. Na Madžarskem ni bilo mogoče tiskati niti Svetega pisma s slikami, ki pa so ga izvažali na veliko iz Jugoslavije, kjer je madžarska manjšina v Vojvodini imela glede verskega tiska proste roke; v tem so se izkazali zlasti frančiškani, kjer je založba Agape tiskala zadosti izvodov ne le za domače potrebe. V izvažanju večjih količin svetega pisma pa je bil nenadkriljiv iznajdljivi mužljanski župnik salezijanec Zorko. Po "padcu komunizma" so odprli frančiškani svojo tiskarsko podružnico tudi v Segedinu, kar je močno olajšalo delovanje in razpošiljanje.

##### Neovirano versko delovanje
Po demokratičnih spremembah 1989 lahko rečemo, da je Cerkev na Madžarskem mogla zadihati s polnimi pljuči in njeno delovanje ni bilo več ovirano.
1989 pomeni prelomnico
Na Madžarskem je leto 1989 pomenilo prelomnico. S "padcem komunizma sovjetske vrste" so nastale "demokratične spremembe", ki so prinesle nove ljudi in nove priložnosti ter odprle nove možnosti kakor za Madžarsko v celoti, tako tudi za Čanadsko-segedinsko škofijo posebej. Segedin je znova postal pomembno cerkveno središče, kamor so se drug za drugim vračali stari meniški redovi. Prvi so se vrnili frančiškani in Družba Jezusova, sledili so pijaristi in Marijine sestre, nazadnje pa so se vrnili tudi minoriti. Na ta način so lahko znova začele delovati številne cerkvene ustanove: vrtec, osnovna šola in srednja šola ("Karolina Szatmári"), ki jih vodijo sestre notredamke, kakor tudi izobraževalne dejavnosti, ki so jih v mestu izvajali pijaristi že od leta 1721, kar je označilo odprtje gimnazije ("András Dugonics"). V Segedinu so začele delovati tudi pripravljalne ustanove za frančiškane, jezuite in minorite.

## Seznam segedinsko-čanadskih škofov

### Čanadski škofje
- 1030–1046 Sveti Gerard
- 1046–1053 Maver Čanadski
- 1053–1083 dva neznana škofa
- 1083–1113 Lovrenc
- 1138 Bestertius
- 1142 Pavel
- 1156–1169 Štefan (izvoljen)
- 1188–1192 Saul Győr
- 1192–1193 Krispin
- 1198–1201 Janez I., ostrogonski nadškof
- 1202–1228 Desiderius
- 1229–1254 Bulcsú Lád
- 1259–1275 Briccius
- 1275–1293 Gregor I.
- 1298–1307 Anthon I.
- 1307–1332 Benedikt
- 1332–1343 Jakab Piancenzai
- 1343–1344 István II. Harcsáki (Büki)
- 1344 Galhard de Carceribus
- 1345–1350 Gergely II. Kapronczai
- 1350–1358 Tamás I. Telegdi
- 1359–1360 Gergely III. Lendvai (Gregor III. Lendavski - Fugyi)
- 1360–1373 Domonkos Bebek
- 1373–1375 Miklós I.
- 1377–1379 Pál II. Péterfia
- 1379–1380 Tamás II.
- 1380–1386 János II. Czudar
- 1386–1395 János III.
- 1395–1397 Lukács I. Órévi
- 1397–1402 Gergely IV. Szeri Pósafi
- 1403–1423 Dózsa Marczalli
- 1423–1443 László I. Marczalli
  - 1434–1438 Albert I. Kerolti
- 1438–1457 Péter I. Remetei Himfi
- 1457–1466 Albert II. Hangácsi
- 1466–1493 János IV. Szokoli
- 1493–1500 Lukács II. Szegedi Baratin
- 1500–1514 Miklós II. Körösszegi Csáki
- 1514–1526 Ferenc I. Csaholi
- 1526–1529 János V. Musinai Gerván
- 1529–1537 János VI. Bonzagnó
- 1537–1552 János VII. Barlabássy
- 1553–1554 Ferenc II. Medgyesi Székely
- 1556–1558 György I. Bódy
- 1559–1561 Péter II. Kapronczay Paulinus
- 1561–1562 János VIII. Kolozsváry
- 1562–1563 Andreas Dudith (Andraž Dudič, András Dudich)
- 1563–1572 Gergely V. Bornemissza
- 1572–1582 Boldizsár Persei Melegh
- 1582–1587 István III. Mathisy
- 1587–1597 Pál III. Szegedy
- 1598–1608 Faustus Verancsics (Fausto Veranzio, Favst Verančič)
- 1608–1623 Matthias I. Herovich (Matjaž Herovič)
- 1623–1625 Emmerich I. Lósy
- 1625–1637 György II. Dubovszky
- 1637–1643 János IX. Szederkényi Püsky
- 1643 György III. Pohronczi Szelepcsényi
- 1643–1644 György IV. Széchenyi
- 1644–1648 Zsigmond I. Szenttamási Zsongor
- 1648–1650 Matthias II. Alsőlelóczi Tarnóczy
- 1651–1652 István IV. Rohonczy
- 1653–1657 Tamás III .Erdődy Pálffy
- 1658–1672 Giacinto Macripodari (Jácint Macripodari, Hiacint Macripodari)
- 1672–1678 Ferdinand Erdődy Pálffy
- 1678–1681 János X. Kéry
- 1681–1685 Miklós III. Galánthai Balogh
- 1685–1686 György V. Fenessy ali Fényessy
- 1686–1689 Mihály I. Lipótfalvy Dvornikovics
- 1689–1699 István V. Telekessy
- 1699 Ferenc III. Jany
- 1699–1707 István VI. Dolny
- 1708- Zsigmond II. Ordody
- 1710 Ferenc IV. Lapsánszky
- 1710–1730 László Nádasdy (László II. Nádasdy)
- 1730–1739 Adalbert Falkenstein (Adalbert von Falkenstein)
- 1739–1750 Nikolaj Stanislavič
- 1750–1777 Franz Engl (Franz Anton Engl Graf von Wagrain)
- 1777–1798 Emmerich Christovich
- 1800–1828 Ladislav Kőszeghy (Ladislaus Kőszeghy von Remete)
- 1829–1832 Anton Török
- 1834–1850 Josef Lonovics (József Lonovics  von Krivina)
  - 1848–1849 Mihály Horváth (izvoljen)
- 1851–1860 Sándor Csajághy
- 1860–1889 Sándor Bonnaz (Sándor II. Bonnaz)
- 1890–1907 Sándor Dessewffy (Alexander III. Dessewffy Cserneki és Tarkeői, Aleksander Dessewffy)
- 1908–1911 János Csernoch (János XI. Csernoch, Ján Černoč )
- 1911–1943 Julij Glattfelder (Gyula Móri Glattfelder, Julius Glattfelder)

### Segedinski oziroma Segedinsko-čanadski škofje
- 1943–1944 Sándor Raskó (apostolski upravitelj)
- 1944–1964 Endre Hamvas (apostolski upravitelj)
- 1964–1969 József Ijjas (apostolski upravitelj)
- 1969–1987 József Udvardy
- 1987–2006 Endre Gyulay
- 2006 László Kiss-Rigó

### Sedanji škof in podatki
| Slika | Ime, služba                               | Rojstvo                         | Imenovanje |
| ----- | ----------------------------------------- | ------------------------------- | --- |
|       | László Kiss-Rigó segedinsko-čanadski škof | Budimpešta, rojen 6. april 1955 | imenovan za ostrogonsko-budimpeštanskega pomožnega škofa: 24. januar 2004 Segedinski redni škof: 20. junij 2006 |

### Podatki
Segedinsko-čanadska škofija
Segedinsko-čanadska škofija (latinsko Dioecesis Segediensis-Csanadiensis; madžarsko Szeged-Csanádi egyházmegye) je v sklopu Madžarske škofovske konference sufraganska škofija metropolije in Nadškofije Kaloča-Kecskemét. 
Leta 2022 je imela 357.530 krščenih katoličanov na 812.800 prebivalcev, kar znaša 44% in se je torej delež katoličanov v odnosu na protestante malenkostno povečal. Kar se tiče števila vernikov, odstotkov katoličanov ipd., lahko opazimo nepričakovane skoke in odstopanja. To se je dogajalo največ zato, ker so se v tem času nekajkrat precej spreminjale škofijske meje, in seveda posledično tudi vsi podatki v zvezi s škofijo. Njen sedanji škof je László Kiss-Rigó, ki ima tudi svoj klub in vse druge "pritikline"; tako izredno uspešno vodi gospodarstvo; to pripisujejo tudi njegovemu prijateljstvu s sedanjim predsednikom Orbánom, ki na splošno vodi naklonjeno politiko do Katoliške Cerkve, pa tudi do vseh verskih skupnosti v državi. 
Madžarska država
| Népszámlálás Magyarországon 2022 vallás szerint | Popis prebivalstva na Madžarskem 2022 glede na veroizpoved |
| --- | --- |
| Magyarországon a népesség 60%-a válaszolt a vallásra, felekezetre vonatkozó kérdésre a 2022. évi népszámlálás alkalmával, a válaszadók 73%-a, 4,2 millió személy valamelyik vallási közösséghez, felekezethez tartozónak vallotta magát. A vallást megjelölők 69%-a katolikus, 23%-a református. | Na Madžarskem je ob popisu leta 2022 na vprašanje o veri ali veroizpovedi odgovorilo 60 % prebivalcev, 73 % vprašanih, 4,2 milijona ljudi, pa se je opredelilo za pripadnost kaki verski skupnosti ali veroizpovedi. Od tistih, ki so navedli svojo vero, jih je bilo 69 % katoličanov, 23 % pa protestantov. |

Cerkveni statistični podatki
Državni podatki glede veroizpovedi iz 2022 so zaradi ne dovolj jasno postavljenih vprašanj, kakor tudi zaradi le delnega števila odgovorov na vprašanje glede veroizpovedi, dokaj nezanesljivi. Človek dobi vtis, da se ljudje zaradi strahu - ki je posledica polstoletnih diktatur - še vedno ne upajo neobremenjeno in svobodno izražati glede svoje veroizpovedi. Na splošno pa se - če upoštevamo seveda le tiste, ki so se hoteli opredeliti - izid glede na kristjane v državi nagiba v prid katoličanov, katerih delež je 69%, medtem ko je delež protestantov 23% in bo blizu stvarnemu stanju. 
Pri cerkvenih podatkih takoj opazimo velikanski skok med 1950 in 1969; to je zaradi tega, ker se je povečalo področje škofije, ki je pod "svoje okrilje" dobila poleg katoličanov tudi veliko število protestantov; zategadelj so nadaljnji podatki bolj uravnovešeni. Se razume, da so glede števila vernikov, duhovnikov, redovnikov in redovnic ipd. od približnih državnih veliko bolj natančni, zanesljivi in bolj skrbno urejeni cerkveni podatki, ki sledijo tukaj spodaj:
| Leto | Prebivalstvo | Prebivalstvo | Prebivalstvo | Duhovniki | Duhovniki | Duhovniki | Duhovniki             | Diakoni | Verniki | Verniki | Župnije |
| Leto | Krščeni      | Skupno       | %            | Število   | Škofijski | Redovni   | Vernikov na duhovnika | Diakoni | Moški   | Ženske  | Župnije |
| ---- | ------------ | ------------ | ------------ | --------- | --------- | --------- | --------------------- | ------- | ------- | ------- | ------- |
| 1950 | 265.000      | 350.000      | 75,7         | 188       | 134       | 54        | 1.409                 |         | 86      | 375     | 59      |
| 1969 | 371.750      | 1.370.300    | 27,1         | 208       | 208       |           | 1.787                 |         |         | 53      | 113     |
| 1980 | 376.000      | 1.576.000    | 23,9         | 153       | 153       |           | 2.457                 |         |         | 16      | 113     |
| 1990 | 381.088      | 1.050.424    | 36,3         | 128       | 128       |           | 2.977                 |         |         |         | 111     |
| 1999 | 440.000      | 936.000      | 47,0         | 122       | 103       | 19        | 3.606                 | 2       | 101     | 13      | 112     |
| 2000 | 440.000      | 936.000      | 47,0         | 120       | 101       | 19        | 3.666                 | 3       | 69      | 13      | 112     |
| 2001 | 440.000      | 936.000      | 47,0         | 120       | 101       | 19        | 3.666                 | 4       | 70      | 16      | 112     |
| 2002 | 440.000      | 936.000      | 47,0         | 120       | 101       | 19        | 3.666                 | 3       | 64      | 20      | 112     |
| 2003 | 440.000      | 936.000      | 47,0         | 123       | 104       | 19        | 3.577                 | 4       | 77      | 30      | 130     |
| 2004 | 440.000      | 936.000      | 47,0         | 117       | 98        | 19        | 3.760                 | 4       | 75      | 29      | 129     |
| 2010 | 360.563      | 881.159      | 40,9         | 116       | 103       | 13        | 3.108                 | 3       | 60      | 30      | 112     |
| 2014 | 363.500      | 889.000      | 40,9         | 107       | 93        | 14        | 3.397                 | 4       | 61      | 35      | 112     |
| 2017 | 361.100      | 819.700      | 44,1         | 114       | 99        | 15        | 3.167                 | 4       | 60      | 29      | 112     |
| 2020 | 361.500      | 821.250      | 44,0         | 107       | 86        | 21        | 3.378                 | 3       | 68      | 25      | 111     |
| 2022 | 357.530      | 812.800      | 44,0         | 95        | 81        | 14        | 3.763                 |         | 61      | 23      | 111     |